# Kukle
Kukle je obec v okrese Svitavy v Pardubickém kraji. Leží pět kilometrů severozápadně od Svitav. Žije zde 90 obyvatel.

## Historie
První písemná zmínka o vesnici pochází z roku 1748. Samostatné katastrální území bylo vymezeno až s osamostatněním obce.
Celá zástavba obce jakož i téměř celé její katastrální území leží v Čechách, ale nezastavěná okrajová jižní část katastru náležela před 7. červencem 2011 k moravskému katastrálnímu území Javorník u Svitav. Poté vstoupila v platnost komplexní pozemková úprava, při které byla z Javorníku do Kuklí překatastrována autobusová zastávka, o jejíž parcelu obec Kukle projevila zájem.

### Historický vývoj názvu
- Kukele, Kuklyk (česky) (Müllerova mapa Čech, 1720)
- Kukele (I. vojenské mapování – josefské, 1764–1768, 1780–1783)
- Kukele (II. vojenské mapování, 1836–1852)
- Kukele (General – Karte des Königreiches Böhmen, 1862)
- Kukele (Wand-Karte des Politischen Bezirkes Mährisch-Trübau, 1882)

## Obyvatelstvo
| Rok            | 1869 | 1880 | 1890 | 1900 | 1910 | 1921 | 1930 | 1950 | 1961 | 1970 | 1980 | 1991 | 2001 | 2011 | 2021 |
| -------------- | ---- | ---- | ---- | ---- | ---- | ---- | ---- | ---- | ---- | ---- | ---- | ---- | ---- | ---- | ---- |
| Počet obyvatel | 127  | 133  | 139  | 136  | 142  | 113  | 105  | 43   | 60   | 58   | 60   | 53   | 54   | 67   | 73   |
| Počet domů     | 21   | 20   | 20   | 22   | 22   | 21   | 22   | 14   | 14   | 14   | 14   | 14   | 14   | 20   | 22   |

## Obecní správa
Mezi lety 1869–1990 Kukle patřila jako osada obce k Mikulči v okrese Litomyšl (1869–1950) a později v okrese Svitavy a od 1. září 1990 je samostatnou obcí.

### Obecní symboly
Znak a vlajka byly obci uděleny rozhodnutím předsedy Poslanecké sněmovny Parlamentu České republiky dne 9. dubna 2002.

## Pamětihodnosti a zajímavosti
- železný kříž na kamenném podstavci s postavou Krista vlevo u silnice Svitavy–Litomyšl
- na okraji obce u autobusové zastávky hraniční kámen Moravy a Čech s datem 2008, informační tabule o obci s fotografiemi a mapou
- podél jižní hranice obce se nachází celá řada původních kamenů, označujících zemskou hranici Čech a Moravy, nebo repliky původních, zničených hraničních kamenů.
- obcí prochází Evropské rozvodí Černého a Severního moře
- naučná stezka Českomoravské pomezí – informační tabule o vojenské srážce rakouských a pruských vojsk roku 1866 v blízkosti obce
- obcí prochází zelená turistická značka ze zastávky ve Vendolí, končící U pramenů Svitavy

## Galerie

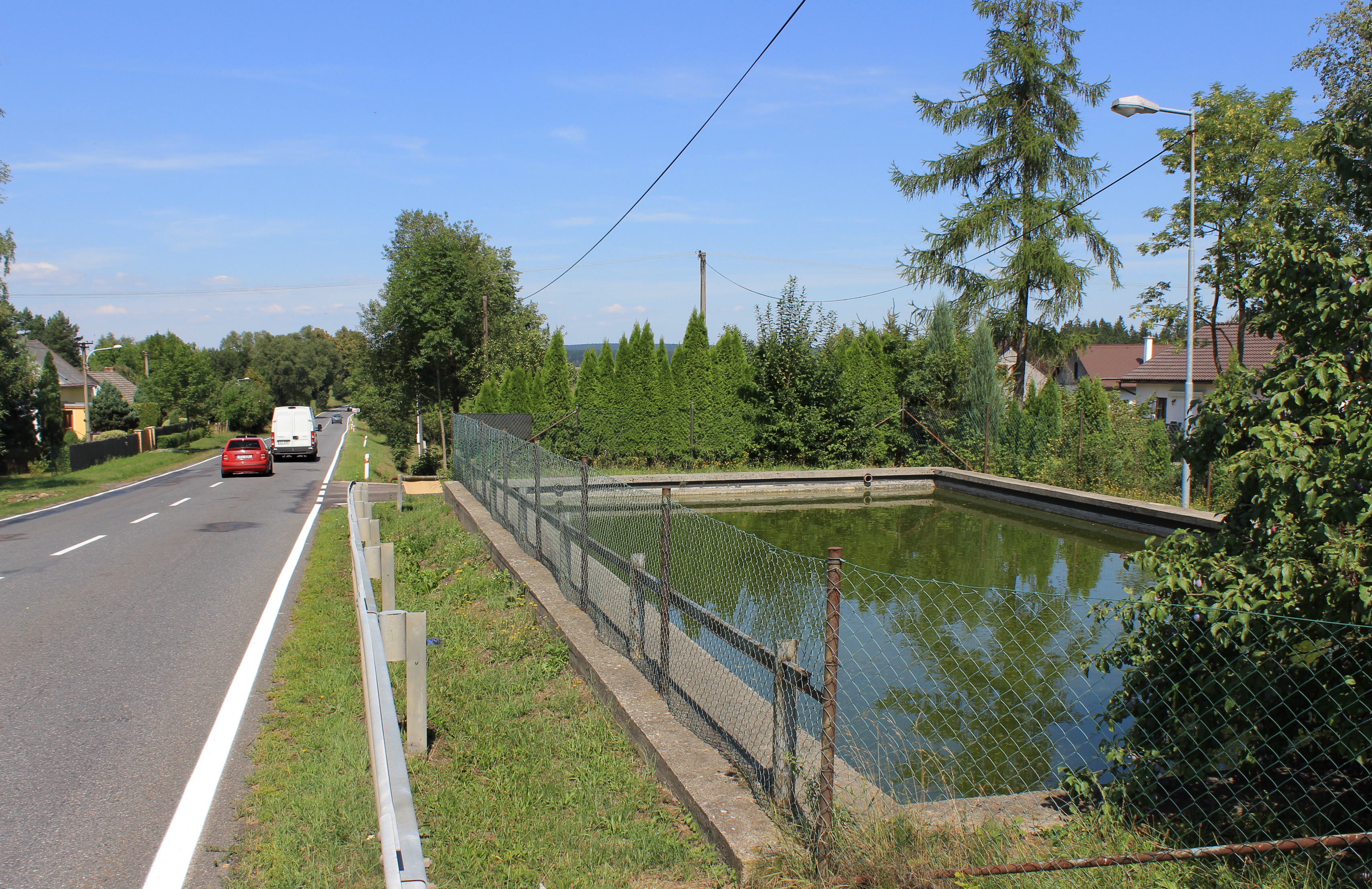
Požární nádrž u hlavní silnice
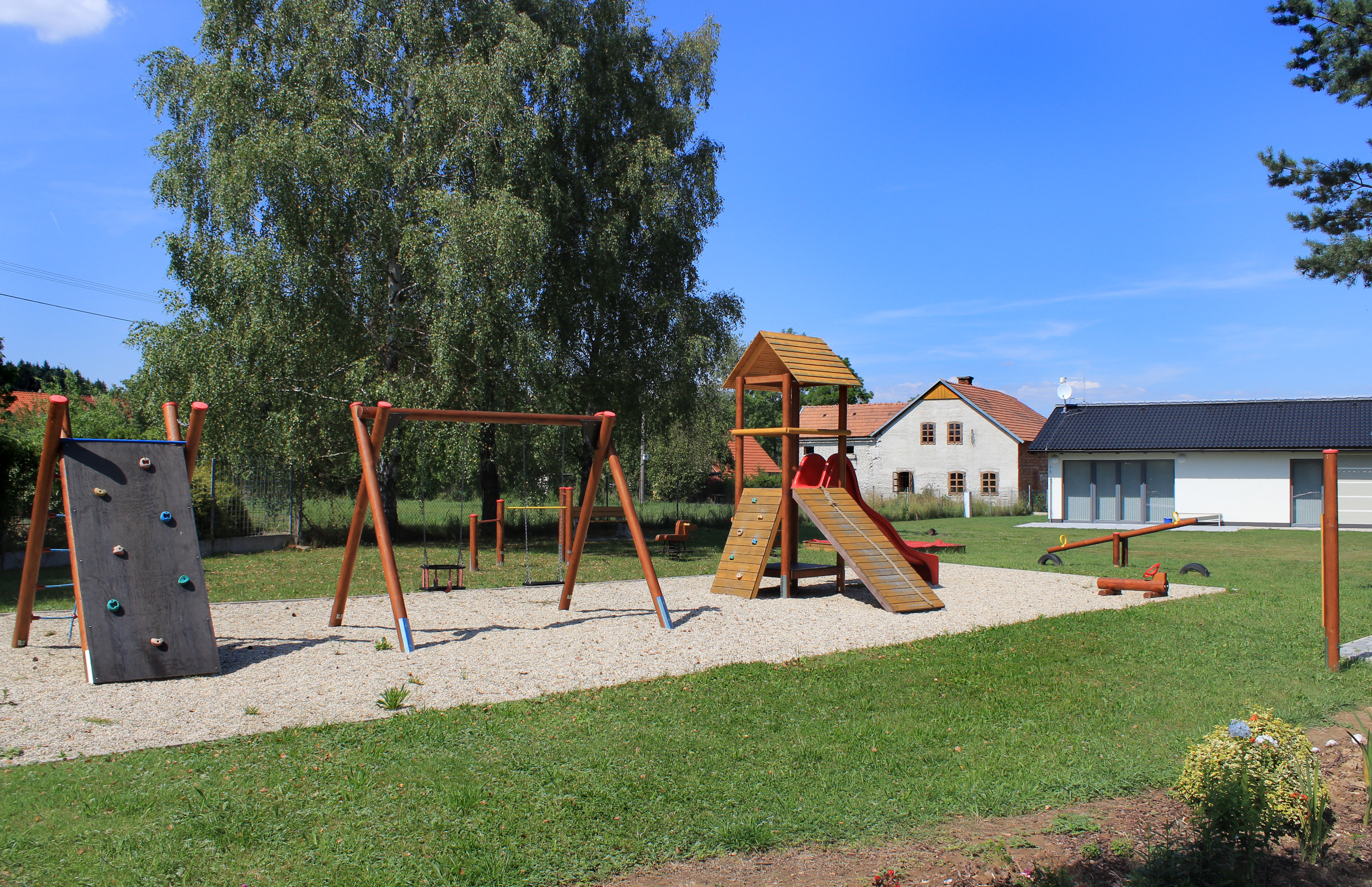
Hřiště na východě obce
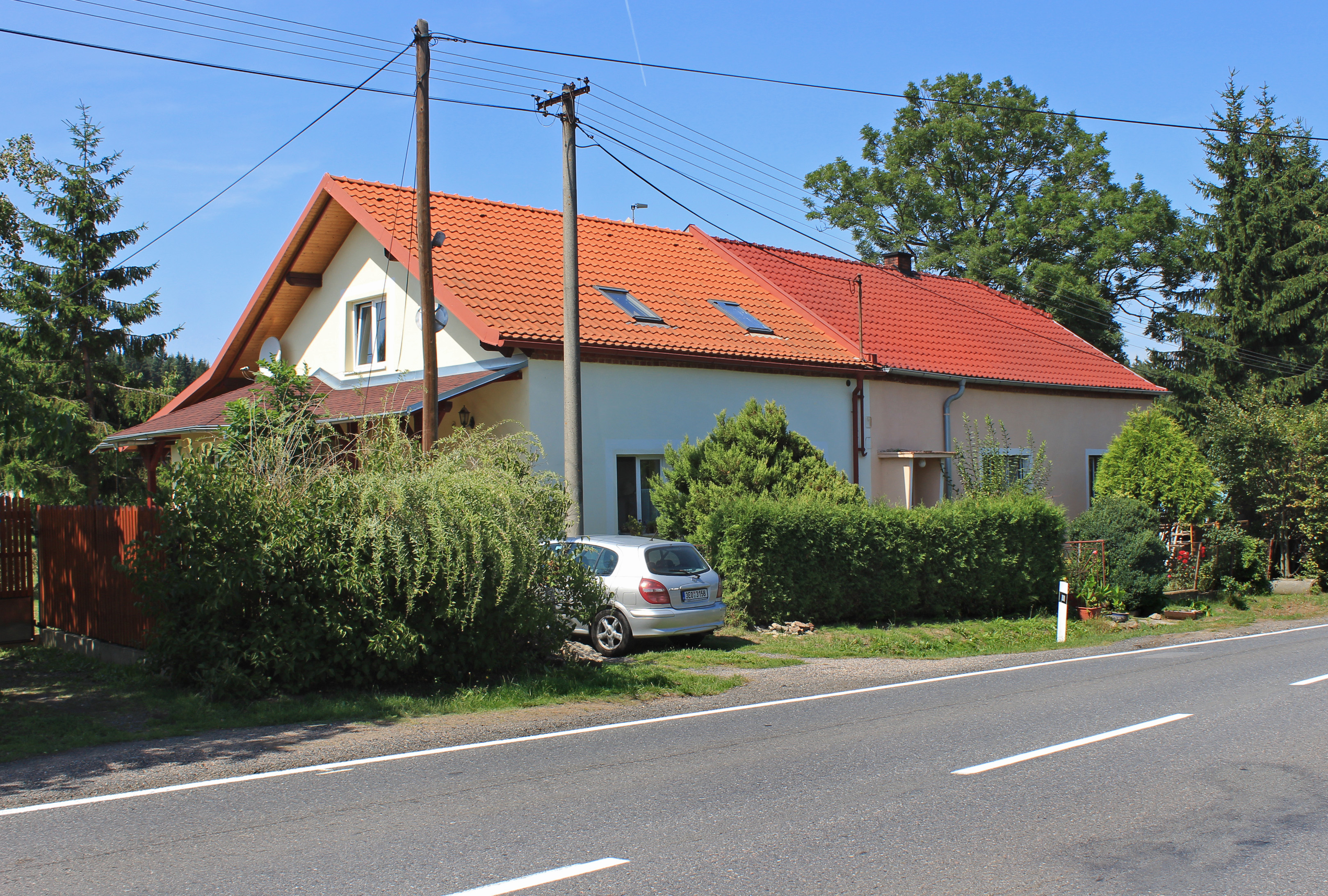
Dům čp. 18